# Ramosch
Ramosch ([rɐˈmɔːʃ]ⓘ; deutsch veraltet und bis 1943 offiziell Remüs) ist ein Ort in der Unterengadiner Gemeinde Valsot im Schweizer Kanton Graubünden.
Bis Ende 2012 war Ramosch eine eigenständige Gemeinde. Auf den 1. Januar 2013 schloss es sich mit der Gemeinde Tschlin zur Gemeinde Valsot zusammen.

## Geographie
Ramosch liegt auf ca. 1236 m ü. M. auf der linken Talseite des Inns ausgangs der Val Sinestra. Zu Ramosch gehörten Vnà, Seraplana und Raschvella. Ebenfalls zu Ramosch gehörten Griosch und der obere Teil des Fimbatals (rätoroman. Val Fenga) im ansonsten österreichischen Paznauntal.

## Geschichte

Luftbild von Werner Friedli (1947)

Der Ort wurde 930 als in vico Remuscie (Kopie) und 1070 bis 1078 als Rhemuscie erwähnt.
Auf der Kuppe Mottata (ca. 1,5 km nordöstlich von Ramosch) wurde 1956 bis 1958 eine bedeutende urgeschichtliche Fundstelle mit drei Siedlungshorizonten aus der mittleren und späteren Bronzezeit (Laugen-Melaun-Kultur) sowie der jüngeren Eisenzeit (Fritzens-Sanzeno-Kultur) ausgegraben. Ramosch, das am Kreuzungspunkt der transalpinen Route durchs Fimbertal mit dem Inntalweg liegt, dürfte im Frühmittelalter das wichtigste Engadiner Dorf gewesen sein; hier befand sich im 6. Jahrhundert die erste christliche Kirche des Engadins, Zentrum der Urpfarrei des Unterengadins. Im 7. Jahrhundert wirkte Florin als Pfarrer. Dessen Grab wurde bald Ziel einer intensiven Wallfahrt, die erst mit der Reformation 1530 ein Ende nahm. 930 schenkte König Heinrich I. die Kirche St. Florinus zusammen mit der Kirche von Sent dem Priester Hartpert, dem nachmaligen Bischof von Chur. Dessen Nachfolger Hildibald übertrug Kirche und Grosshof Ramosch dem Domkapitel Chur.

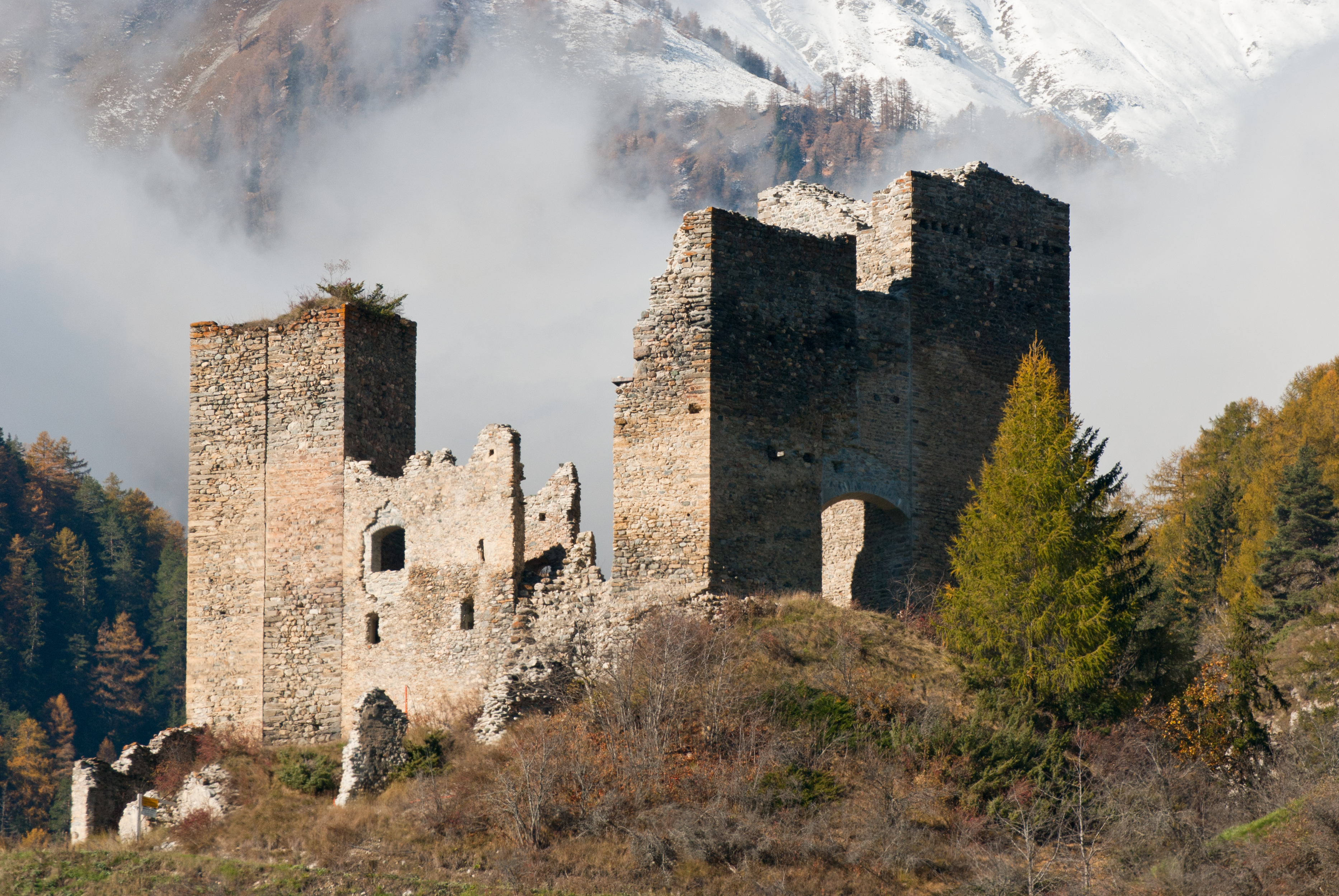
Burg Tschanüff

Im 12. Jahrhundert sind mehrere Herren von Ramosch als bischöfliche Ministeriale und als Dienstleute der Herren von Herrschaft Tarasp bezeugt, welche in Ramosch einen Hof besassen; 1161 kam dieser ans Kloster Marienberg. Die Burg Ramosch, die vom 16. Jahrhundert an Tschanüff genannt wurde, ist eine ausgedehnte Anlage mit Haupt- und Vorburg, einem Hauptturm (13. Jahrhundert) und einer imposanten westlichen Schildmauer mit Vormauerung. Sie war ein bedeutendes Verwaltungszentrum des Unterengadins und ging von den Herren von Ramosch 1369 an die Vögte von Matsch und nach deren Fehde mit dem Bischof von Chur 1421 an jenen über. Kastellane waren im 15. und 16. Jahrhundert die Planta, Porta und Mohr. 1652 kaufte sich Ramosch zusammen mit dem übrigen Tal von Österreich los. 1780 wurde die Burg aufgegeben. Am 30. April 1799 siegten bei Ramosch 18'000 Österreicher unter Feldzeugmeister Heinrich von Bellegarde über 8500 Franzosen unter Divisionsgeneral Claude-Jacques Lecourbe, erlitten aber mit 2000 Mann doppelt so hohe Verluste wie ihre Gegner.
Die gotische Pfarrkirche von 1522 wurde von Bernardo da Poschiavo erbaut und war dessen bedeutendstes Werk. Vor 1851 gehörte die Nachbarschaft Ramosch zum Gericht Ramosch, das mit den weit entfernten Gerichten Stalla (heute Bivio) und Avers eines der elf Hochgerichte des Gotteshausbunds bildete. 1851 entstand aus dem Gericht der Kreis Ramosch mit Ramosch, Tschlin und Samnaun.

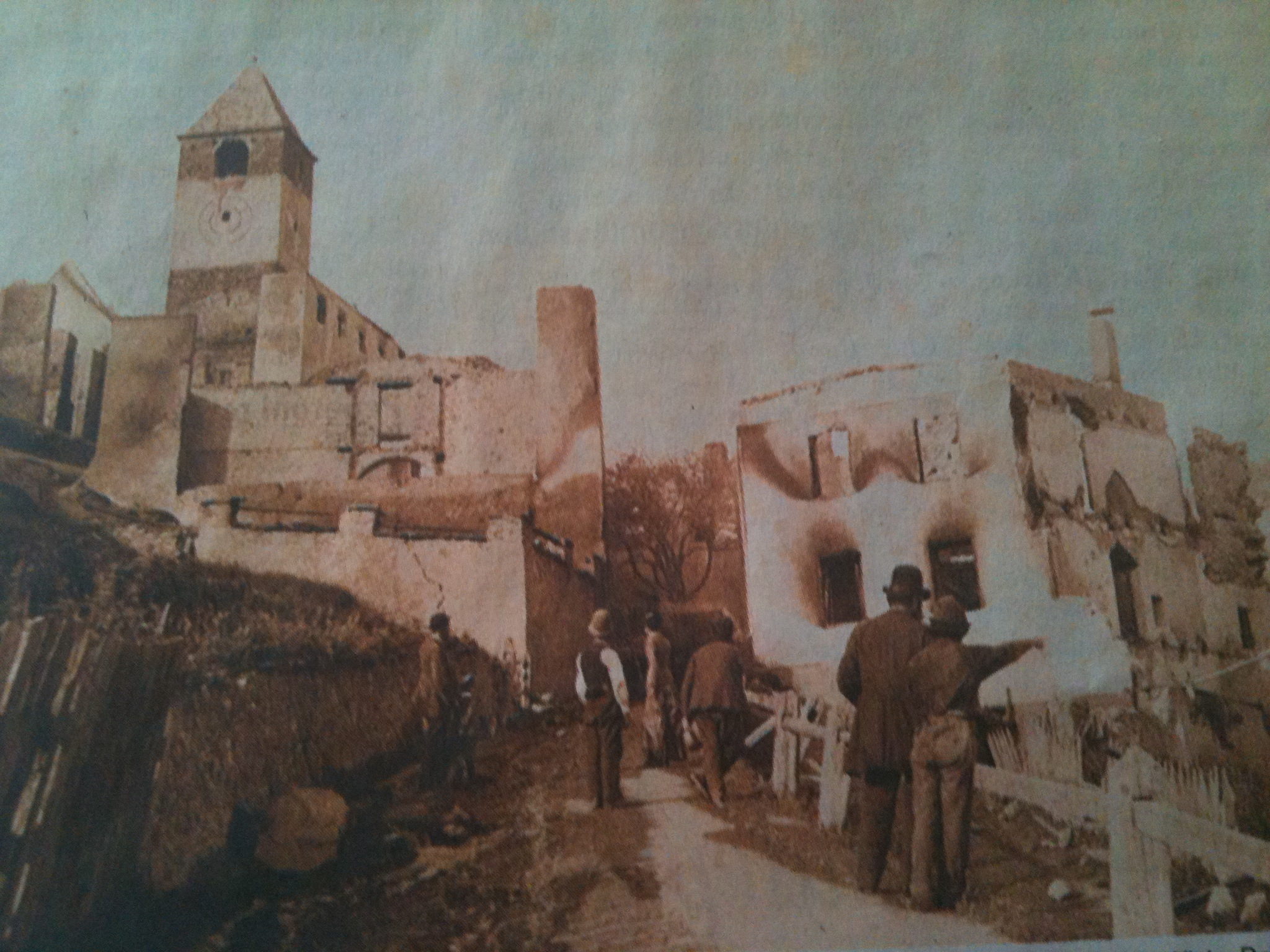
Fotografie von 1880 unmittelbar nach dem Dorfbrand

Ramosch galt als Kornkammer des Engadins; der Ackerbau war bis ins 20. Jahrhundert sehr bedeutend und die Ackerterrassen beeindrucken immer noch. Seit dem Mittelalter wurde auch Obstbau betrieben. Zu Beginn des 21. Jahrhunderts stand die Viehwirtschaft im Vordergrund. Auf der Suche nach Weidegebieten expandierte Ramosch im Spätmittelalter über die Bergkämme nach Norden, wovon die Exklave im Fimbertal zeugt. Grossen Einfluss hatte Ramosch auf die Besiedlung des Samnauntals. Dorf und Burg wurden 1499, 1565 und 1622 zerstört, das Dorf brannte 1880 fast vollständig ab, der Wiederaufbau erfolgte im italienischen Stil mit flachen Dächern.
Am 21. Oktober 2011 stimmten die getrennt tagenden Gemeindeversammlungen von Tschlin und Ramosch einem Fusionsvertrag zu; dieser wurde im April 2012 vom Kantonsparlament gebilligt. Der Zusammenschluss der beiden Gemeinden trat m 1. Januar 2013 in Kraft.

## Wappen
| Wappen von Ramosch | Blasonierung: «In Silber (Weiss) ein schwarzes, rot bewehrtes Einhorn»                                                                       |
| Wappen von Ramosch | Übernahme des überlieferten Siegelbildes der Gemeinde. Das Einhorn ist Wappenbild der Herren von Remüs, Ministerialen des Bischofs von Chur. |

## Bevölkerung und Sprache
| Bevölkerungsentwicklung | Bevölkerungsentwicklung | Bevölkerungsentwicklung | Bevölkerungsentwicklung | Bevölkerungsentwicklung | Bevölkerungsentwicklung | Bevölkerungsentwicklung |
| ----------------------- | ----------------------- | ----------------------- | ----------------------- | ----------------------- | ----------------------- | ----------------------- |
| Jahr                    | 1835                    | 1850                    | 1900                    | 1950                    | 2000                    |                         |
| Einwohner               | 681                     | 621                     | 558                     | 565                     | 440                     |                         |

Die Sprache der Bewohner ist Vallader, ein bündnerromanisches Idiom. Im Jahr 1880 gaben 86 %, 1910 95 % und 1941 92 % Romanisch als Muttersprache an. Trotz einer wachsenden deutschsprachigen Minderheit hat sich daran wenig geändert. Einzige Behördensprache ist Romanisch. Die Entwicklung der letzten Jahrzehnte zeigt folgende Tabelle:
| Sprachen in Ramosch |                   |                   |                   |                   |                   |                   |
| Sprachen            | Volkszählung 1980 | Volkszählung 1980 | Volkszählung 1990 | Volkszählung 1990 | Volkszählung 2000 | Volkszählung 2000 |
| Sprachen            | Anzahl            | Anteil            | Anzahl            | Anteil            | Anzahl            | Anteil            |
| Deutsch             | 44                | 9,69 %            | 59                | 13,35 %           | 61                | 13,86 %           |
| Rätoromanisch       | 399               | 87,89 %           | 363               | 82,13 %           | 370               | 84,09 %           |
| Italienisch         | 9                 | 1,98 %            | 15                | 3,39 %            | 2                 | 0,45 %            |
| Einwohner           | 454               | 100 %             | 442               | 100 %             | 440               | 100 %             |

Fast alle Einwohner Ramoschs verwenden Romanisch aktiv und passiv (1990 90 %, 2000 gar 92 %). In Schul- und Gemeindeangelegenheiten wird Romanisch konsequent verwendet.
Von den Ende 2005 479 Bewohnern waren 443 (92 %) Schweizer Staatsangehörige.

## Wirtschaft und Infrastruktur

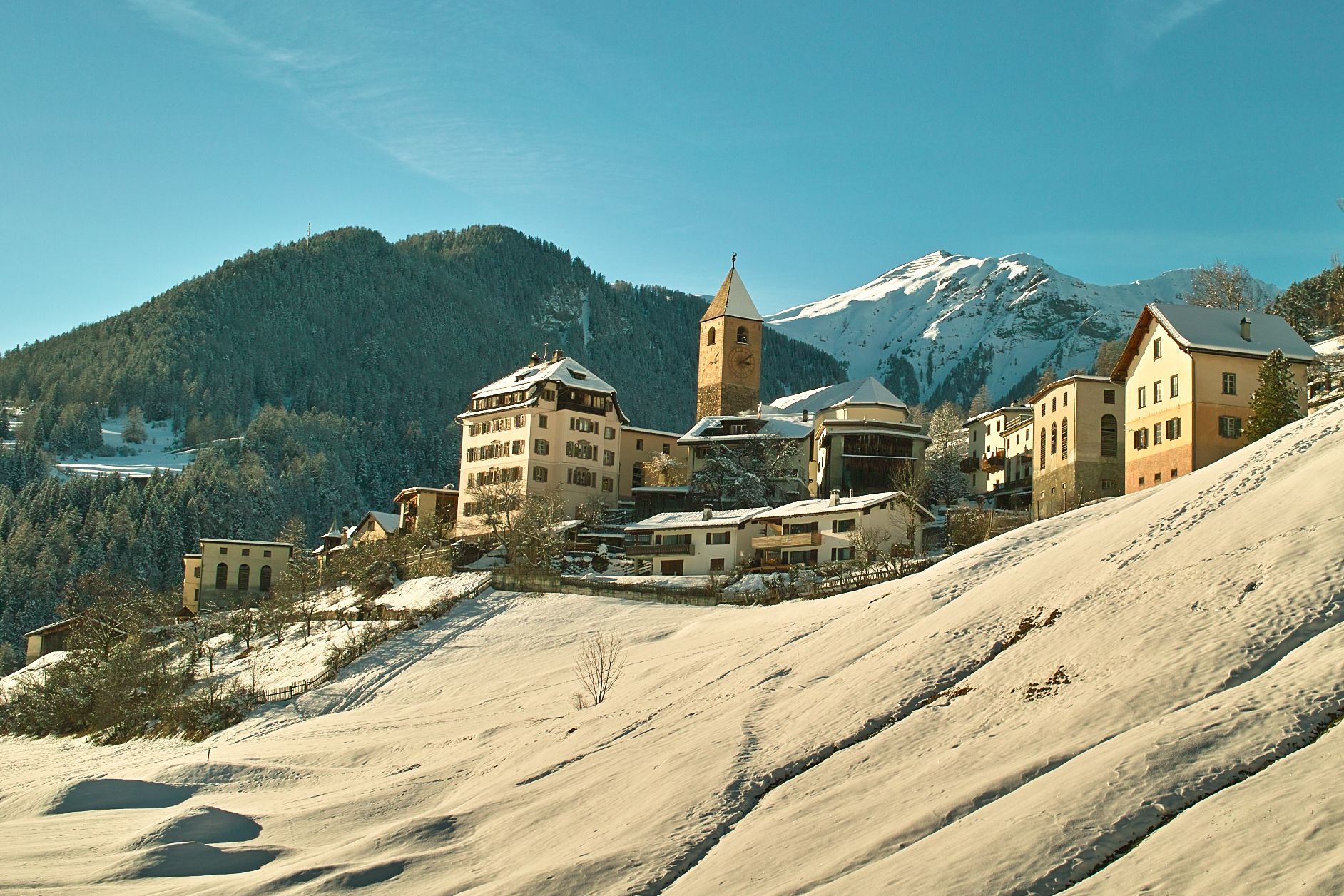
Ramosch im Winter

### Sport
Ramosch ist Ausgangsort vieler Wanderungen in die Umgebung. Es gibt einen Schlittelweg von Vnà nach Ramosch. Das nächstgelegene Skigebiet Motta Naluns liegt auf dem Territorium der Nachbargemeinde Scuol.
In Ramosch wird im Winter eine Langlaufloipe angelegt. Die Gemeinde liegt zudem an der Langlaufloipe entlang des Inns von Scuol nach Martina.

## Kunst, Kultur

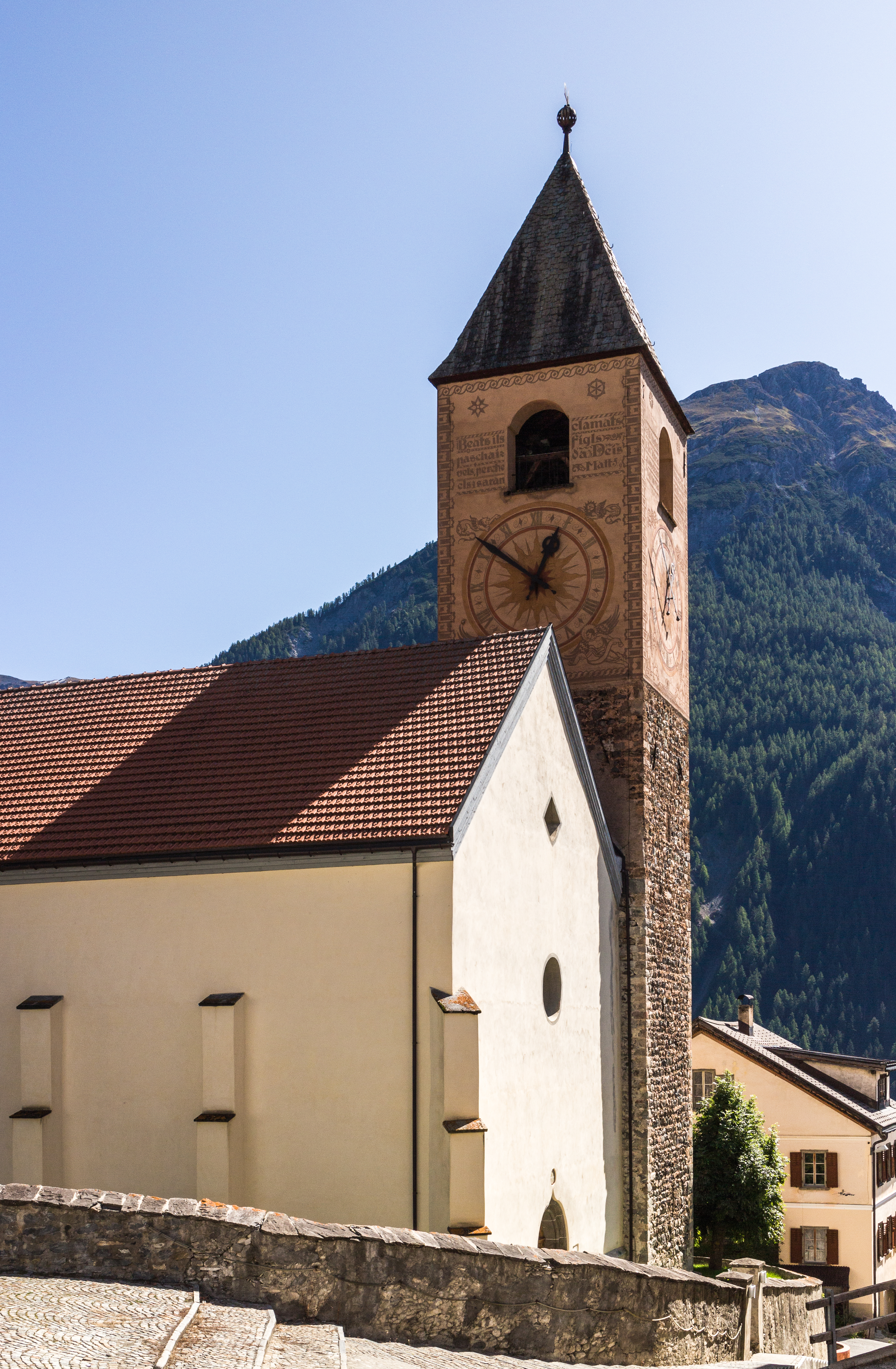
Gotische Florinuskirche

### Sehenswürdigkeiten
- Gotische Florinuskirche (16. Jahrhundert)
- Barockes Portal[3]
- Burgruine Tschanüff

### Brauchtum
In der Tradition der Übernamen der Engadiner Dörfer heissen die Ramoscher ils süblats, zu deutsch «die Ahlentreiber».

## Persönlichkeiten
- Bernardo da Poschiavo (* um 1475 in Scharans?; † nach 1522 in Ramosch), Baumeister der Pfarrkirche Ramosch[4]
- Johannes Martinus (1644–1733), reformierter Theologe, Dichter, Übersetzer und Liedersammler der Barockzeit
- Balser Puorger (1864–1943), Autor und Lehrer, geboren und aufgewachsen im Weiler Seraplana
- Luisa Famos (1930–1974), Lyrikerin, stammte aus Ramosch
- Tim Guldimann (* 1950), Schweizer Diplomat, wohnt in Ramosch und Berlin
- Clà Riatsch (* 1956), Professor für Romanisch an der Universität Zürich
- Adam Quadroni, Whistleblower, der die Absprachen des Bündner Baukartells aufdeckte.[5]